# Bill Summers (Konstrukteur)
William Ray „Bill“ Summers (* 18. Dezember 1935 in Omaha, Nebraska; † 12. Mai 2011 in Ontario, Kalifornien) war ein US-amerikanischer Automobil-Konstrukteur. Er und sein Bruder Bob Summers entwarfen und bauten den Goldenrod, der einen Landgeschwindigkeitsrekord für konventionelle Fahrzeuge von 1965 bis 1991 hielt.
Die Brüder Summers begannen ihre Karriere in den 1950er Jahren damit, klapprige alte Autos für Fahrversuche auf Salzseen zurechtzumachen. Bob war ein Schweißer (und später der Fahrer des gebauten Rekordwagens) und Bill ein Lastwagenfahrer, und doch hatten sie das innovative Konzept, das fortan das Design fast aller auf den Bonneville Flats eingesetzter Fahrzeuge prägte: eine möglichst kleine Stirnfläche. Ganz in diesem Sinne gebaut war von ihnen ein Fahrzeug, das im März 1964 im Hot Rod Magazine unter der Überschrift „Bonneville’s Most Unusual Streamliner“ beschrieben wurde: Ein einmotoriges Gefährt mit Frontantrieb und zwei hintereinander angebrachten Rädern im Heck. In der Klasse C (Hubraum von 3000 bis 5000 cm³) stellte der Wagen über den fliegenden Kilometer mit 456,57 km/h im Herbst 1963 einen neuen Rekord auf.
Parallel hierzu lief die Entwicklung des Goldenrod. Die vier in diesem Fahrzeug benutzten Chrysler-Saugmotoren mit jeweils 600 PS wurden strömungsgünstig in einer Reihe angeordnet. Den Goldenrod bauten sie in einem Hinterhof-Blechschuppen, später besaßen sie eine Firma für die Herstellung hochwertiger Antriebskomponenten, hochfeste Achsen für Dragster insbesondere. Bill Summers bereiste nach 1965 die Welt, um den Wagen zu präsentieren und war alleine fünfmal in Europa. Die Brüder lebten sich aber bald auseinander. Bob, der jüngere, starb 1991. Der Rekordwagen wurde aufwändig restauriert und 2002 vom Henry Ford Museum erworben, das besonders darauf hinweist, er und der dahinterstehende Erfindungsgeist seien ein sichtbarer Hinweis auf jene einfachen Leute, die zu außergewöhnlichen Mitteln greifen, um den „American Dream“ zu verwirklichen. Die Teilnahme bei der erstmaligen Präsentation sorgte bei Bill Summers für bewegte Worte: „… dies ist der Höhepunkt im Leben dieses Wagens … und der Höhepunkt von meinem.“